# Zabijak (Dolina Lejowa)

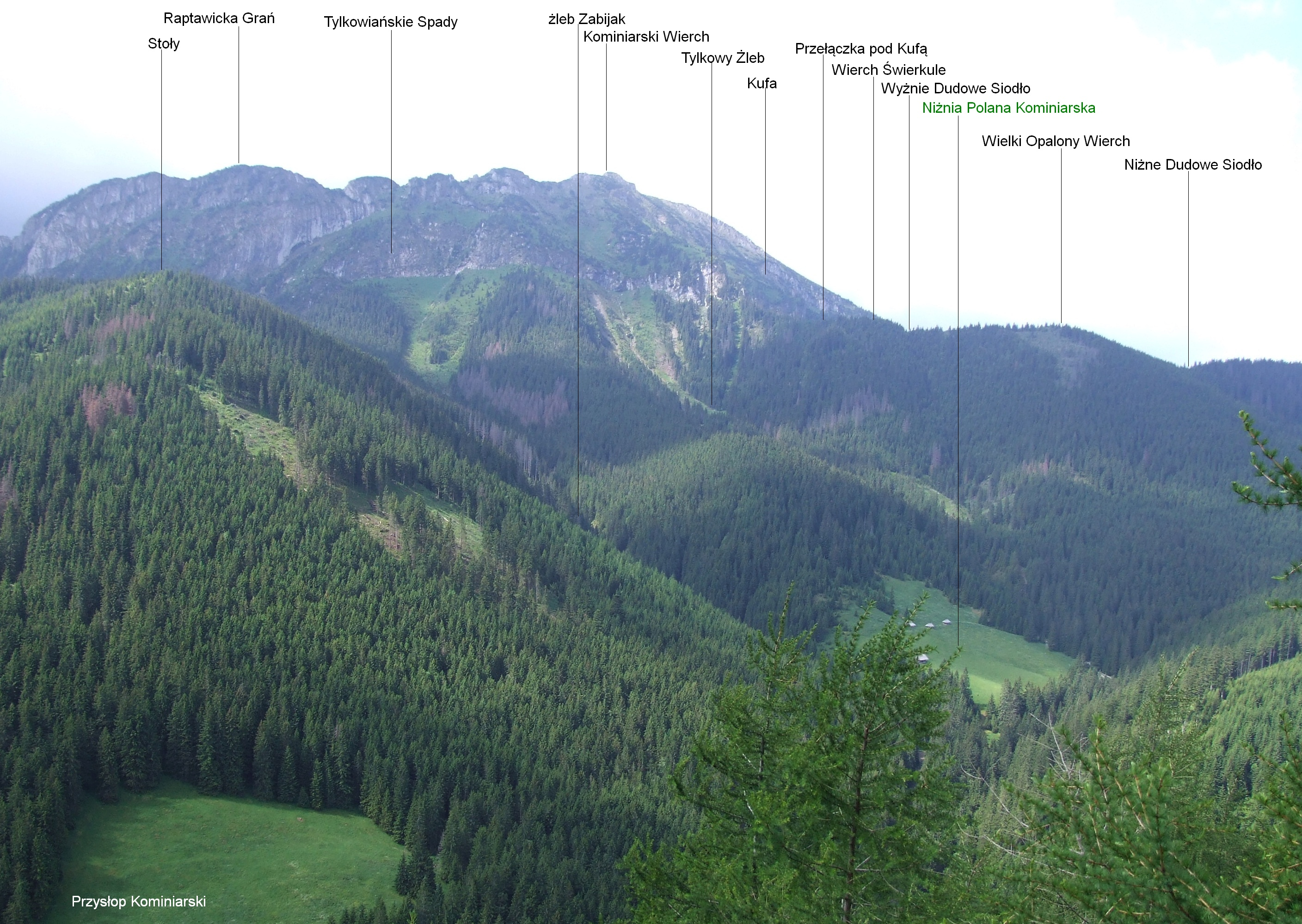
Widok z Zadniej Kopki

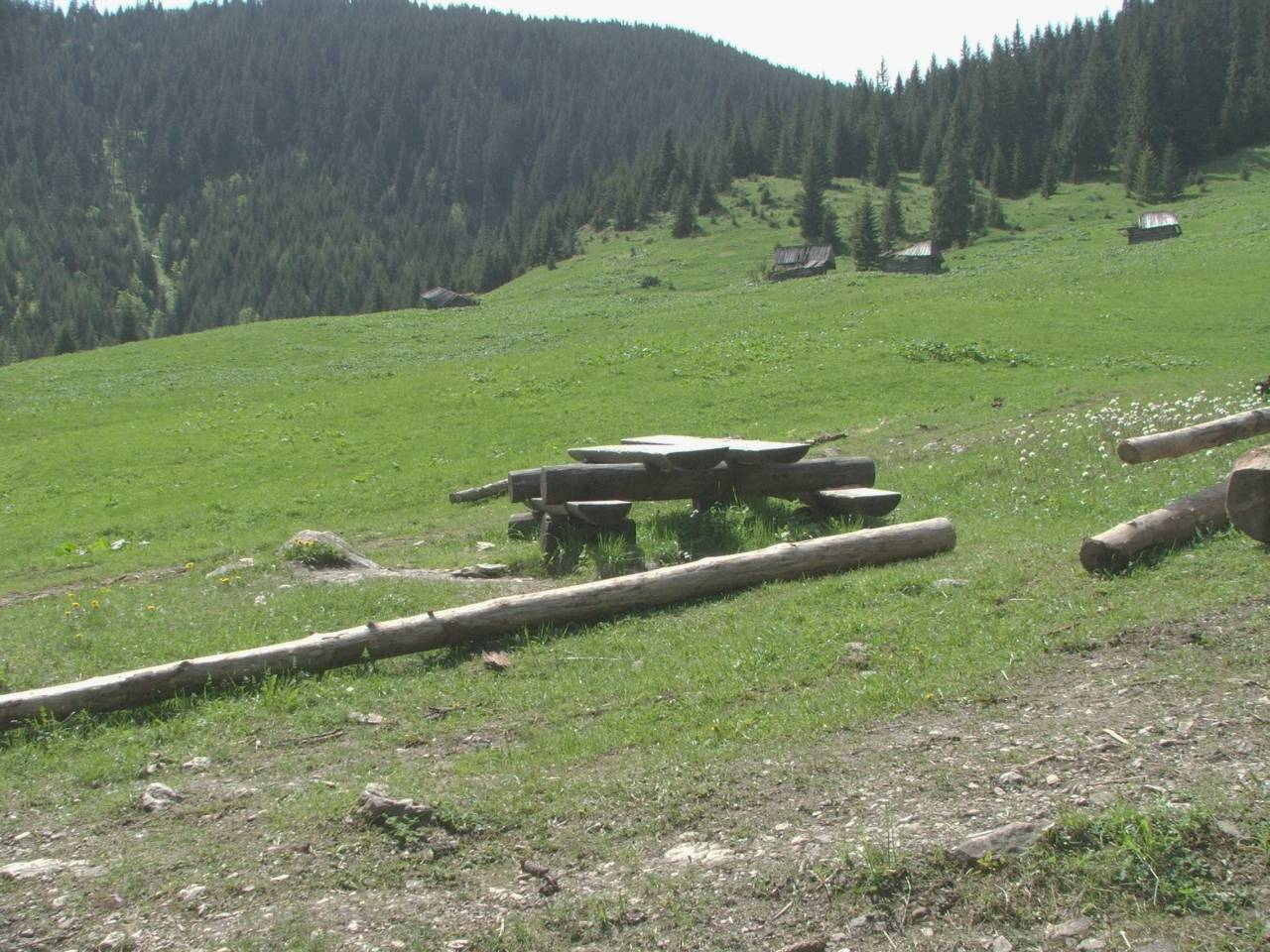
Widok na Zabijak z Niżniej Polany Kominiarskiej

Zabijak – żleb w Dolinie Lejowej w polskich Tatrach Zachodnich. Jest jej górnym, orograficznie prawym odgałęzieniem. Nazwa jest ludowego pochodzenia. Pasterze nazwali go tak, gdyż górna jego część jest skalista, śliska i zdradliwa. Często ginęły tam zabłąkane owce. Od nazwy żlebu z kolei pochodzi nazwa występujących w tym rejonie skał sprzed 100 mln lat („formacja z Zabijaka”).
Zabijak opada z Tylkowiańskich Spadów na Kominiarskim Wierchu w północno-wschodnim kierunku. Ma długość około 1200 m. Górny jego koniec znajduje się poniżej przełęczy Szczerbina oddzielającej Raptawicką Grań od głównego masywu Kominiarskiego Wierchu, dolny uchodzi do Lejowego Potoku. Orograficznie prawe zbocza Zabijaka tworzą stoki Suchego Wierchu, lewe grzęda opadająca z Kominiarskiego Wierchu i oddzielająca go od sąsiedniego Tylkowego Żlebu. W dolnej części tej grzędy jest rozszerzenie, na którym znajduje się Niżnia Polana Kominiarska. Zabijakiem spływa potok Zabijak będący dopływem Lejowego Potoku. Zbocza Zabijaka są porośnięte lasem, jednak dno jest trawiaste, szczególnie w górnej, lejowato rozszerzonej części zwanej Upłazkiem. Górną częścią żlebu Zabijak schodzą lawiny.
Dolną część Zabijaka przecina szlak turystyczny – fragment Ścieżki nad Reglami. Samym żlebem nie prowadzi żaden szlak turystyczny, jest jednak ścieżka wykorzystywana czasami przez grotołazów penetrujących jaskinie Kominiarskiego Wierchu, ratowników TOPR czy pracowników parku. 1 sierpnia 1997 ratownicy TOPR poszukujący zaginionej turystki natknęli się na niedźwiedzia. Ten nie wystraszył się kilkuosobowej grupy ludzi i zmusił ratowników do wycofania się.
Ponad górnym końcem Zabijaka znajduje się jeden z dwóch wylotów jaskini Bańdzioch Kominiarski (na wysokości 1683 m), a także jaskinie: Dziura nad Zabijakiem I i Dziura nad Zabijakiem II. W środkowej części Zabijaka jest niewielka i zarastająca już Kominiarska Polanka. Dawniej wchodziła w skład Hali Kominy Tylkowe.

## Szlaki turystyczne
– czarny: Dolina Kościeliska – Przysłop Kominiarski – Niżnia Polana Kominiarska – Kominiarska Przełęcz – Dolina Chochołowska. Czas przejścia: 2:10 h, ↓ 2:10 h.